# Cumberlandia monodonta
Cumberlandia monodonta är en musselart som först beskrevs av Thomas Say 1829.  Cumberlandia monodonta ingår i släktet Cumberlandia och familjen flodpärlmusslor. IUCN kategoriserar arten globalt som starkt hotad. Inga underarter finns listade i Catalogue of Life.